# Зебастиан Прьодъл
Зебастиан Прьодъл (на немски: Sebastian Prödl, [zeˈbasti̯an ˈpʁøːdl̩]) е австрийски футболист.
Роден е на 30 юли 1987 г. в Грац, Австрия.
Играе за националния отбор на страната. Играч е на германския „Вердер“, Бремен от 2008 г.

## Статистика
- 43 мача и 4 гола за СК Щурм Грац (2006 – 2008)
- 11 мача и 0 гола за Вердер Бремен (2008-настояще)